# Azalea BK
Azalea BK är en idrottsförening som bildades 1992 i Majorna i Göteborg. Namnet Azalea BK tog man från Azaleadalen som finns i Slottsskogen i närheten av Dalens träningsplaner bredvid Slottsskogsvallen. Upptagningsområdet för denna kvartersklubb är i stadsdelarna runt Slottsskogen: Majorna, Kungsladugård, Linnéstaden.
Med över 750 spelare är föreningen den största fotbollsklubben i Majorna och Linné. Föreningen har sedan 2017 ett seniorlag för unga vuxna och har även sedan år 2007 ett samarbete med Göteborgs Fotbollsförening, GFF , dit en del ungdomar lyfts upp. Intressant nog är GFF den gamla moderföreningen som Azalea bröt sig ur 1992, efter oenighet om resursfördelning mellan ungdomssektion och seniorlag.  
Samarbetet innebär idag att de båda föreningarna har bibehållit egna styrelser (med ömsesidig representation) och egna ekonomier. Azalea driver barn- och ungdomsfotbollen och klubbarna har ett gemensamt ansvar för junioråldern där lagen spelar under dubbelnamnet Azalea/GFF. Uppdelningen beror på att Azalea fortsatt vill kunna försäkra både medlemmar och sponsorer att alla medel satsas på ungdomsfotbollen. 
Azalea BK har under flera år arbetat hårt internt med värdegrunden för sin verksamhet och belönades, bland annat för detta, med utmärkelsen Årets Förening i Göteborgsfotbollen år 2009. Arbetet startade med en vilja att komma bort från ungdomsfotbollens utslagning och konkurrens, för att i stället bygga utvecklingen på alla spelarnas intresse, träningsglädje och gemenskap. 
Klubbens främsta mätbara mål är att försöka få så många spelare som möjligt att stanna kvar i verksamheten så länge möjligt. Detta har resulterat i både sociala och idrottsliga framgångar. Enkelt recept: ju fler som blir bra desto bättre blir de bästa.
Azalea BK spelar i orangea tröjor, svarta kortbyxor och orangea strumpor. Tröjfärgen kommer ifrån blomman Azalea, som växer i Azaleadalen.
Azalea BK är moderklubb för några spelare som nått allsvenskan och längre.

## Kända spelare
Damspelare
- Kajsa Tornfalk, mittfältare i Jitex BK.
- Sofia Palmquist, mittfältare i Vallens IF, tidigare Kopparbergs/Göteborg FC. Den första Azaleaspelaren som gjort mål i allsvenskan.
- Kristin Carlsson, landslaget och Jitex BK

Herrspelare
- Samuel Armenteros
- William Atashkadeh
- Gustav Svensson
- Axel Wibrån
- Linus Tornblad
- Hosam Aiesh
- Herman Sjögrell